# Richard Newbold Adams
Richard Newbold Adams (* 4. August 1924 in Ann Arbor; † 11. September 2018 in Panajachel) war ein US-amerikanischer Anthropologe und Professor an der University of Texas at Austin.

## Leben
Adams wurde 1924 als Sohn von Randolph Greenfield Adams und Helen Spiller Adams geboren. Er diente während des Zweiten Weltkriegs in der US-Armee und studierte anschließend bis 1947 Anthropologie an der University of Michigan bis zum Bachelor-Abschluss. Seinen Master erhielt er 1949 an der Yale University, wo er 1951 promoviert wurde. Einige Jahre arbeitete er in Peru und Guatemala, bevor er dann ab 1956 an der Michigan State University lehrte. 1961 wechselte Adams an die University of Texas in Austin und hatte später die Rapoport-Centennial-Professur inne. Nach der Emeritierung im Jahr 1990 zog Adams nach Guatemala, wo er im September 2018 starb. 
Adams war seit 1951 mit Betty Hannstein verheiratet. Das Paar hatte sich 1950 in Guatemala kennengelernt. Die Adams haben drei Kinder.

## Auszeichnungen
- 1973 Guggenheim-Stipendium[2]

## Werke (Auswahl)
- A community in the Andes; problems and progress in Muquiyauyo. University of Washington Press, Seattle 1959
- mit Jack J. Preiss: Human organization research; field relations and techniques. Dorsey Press, Homewood 1960
- mit Dwight B. Heath: Contemporary cultures and societies of Latin America; a reader in the social anthropology of Middle and South America and the Caribbean. Random House, New York 1965
- The second sowing; power and secondary development in Latin America. Chandler Pub. Co., San Francisco 1967
- mit Brian Murphy; Bryan R. Roberts: Crucifixion by power: essays on Guatemalan national social structure, 1944–1966. University of Texas Press, Austin, 1970
- Energy and structure: a theory of social power. University of Texas Press, Austin 1975
- Cultural surveys of Panama – Nicaragua – Guatemala – El Salvador – Honduras. B. Ethridge-Books, Detroit 1976
- Paradoxical harvest: energy and explanation in British history, 1870–1914. Cambridge University Press, Cambridge/New York 1982
- The eighth day : social evolution as the self-organization of energy. University of Texas Press, Austin 1988
- Las relaciones étnicas en Guatemala, 1944–2000. Centro de Investigaciones Regionales de Mesoamérica, Antigua 2003